# Felsreliefs von Kuşçu-Boyacı
Koordinaten: 38° 57′ 1″ N, 35° 29′ 15″ O
Die Felsreliefs von Kuşçu-Boyacı (auch Felsbilder von Karapınar) sind eine Gruppe von Felsbildern und Luwischen Hieroglyphen aus der Zeit der späthethitischen Staaten. Sie werden dem Königreich von Tabal zugerechnet und sind vermutlich im 8. Jahrhundert v. Chr. entstanden.

## Lage
Die Zeichnungen befinden sich an einem Felsmassiv bei den Orten Kuşçu und Boyacı, nördlich einer Karapınar genannten Quelle im Bezirk Kocasinan der türkischen Provinz Kayseri. Der türkische Vorderasiatische Archäologe Tahsin Özgüç beschreibt die Quelle als 2,5 Kilometer nördlich des Ortes Vatan liegend. Die Entfernung von Erkilet gibt er mit zehn Kilometern an. Dort wurden zwei Stelen mit luwischen Inschriften gefunden, die heute im Archäologischen Museum Kayseri ausgestellt sind.

## Erforschung
1989 fand ein Ingenieur, der mit Arbeiten an Bewässerungskanälen befasst war, Felsbearbeitungen und meldete seine Entdeckung an Hamdi Kodan, den Direktor des archäologischen Museums von Kayseri. Als sie gemeinsam die Bilder besuchten, mussten sie feststellen, dass diese in der Zwischenzeit mutwillig beschädigt worden waren. Daraufhin wurden durch das Museum Rettungsmaßnahmen eingeleitet. Später besuchten Mitglieder des Ausgrabungsteams von Kültepe den Ort. Dazu gehörte Tahsin Özgüç, der die beiden Felsbilder (unter der Bezeichnung Rock Carvings at Karapınar) 1993 publizierte. 2014 fanden die türkischen Archäologen Ali Ozcan und Turgut Yiğit weitere Felsbearbeitungen sowie die unfertige Skulptur eines Löwen. Sie interpretierten den Ort als hethitische Bildhauerwerkstatt des 1. Jahrtausends v. Chr.

## Beschreibung
Das erste Relief liegt an der Südseite des Felsmassivs, etwa 600 Meter nordöstlich der Quelle, auf einer senkrechten Felswand in einer Felsnische. Es zeigt eine männliche, nach rechts gewandte Figur von 62 Zentimetern Höhe, 11 Zentimetern Breite an der Hüfte und 18 Zentimetern am unteren Saum der Kleidung. Die Zeichnung ist durch Erosion und die mutwillige Zerstörung in sehr schlechtem Zustand, Details wie Gesichtszüge, Auge, Nase, Bart und Finger sind kaum zu erkennen. Die Person trägt ein langes Gewand mit einem verzierten Saum und Schuhe mit hochgebogenen Spitzen. Die rechte Hand hält einen Herrscherstab, die linke ist in Form des EGO-Zeichens („Ich“) der luwischen Hieroglyphen   zum Mund erhoben. Auf der linken, hinteren Körperseite hängt ein 35 Zentimeter langes Schwert, Einzelheiten des Griffs sind ebenfalls stark verwittert. Die Haare sind im Nacken zu einem Knoten gebunden. Hinter dem Kopf sind Spuren von drei Schriftzeichen zu erkennen, von denen nur noch die Anfangssilbe Pa- des Namens lesbar ist. Özgüç vermutet in der Gestalt einen Vasallenkönig der Herrscher von Tabal. Er schlägt Panunas vor, der auf einer Stele aus Kululu erwähnt wird.
Eine zweite Figurengruppe befindet sich etwa 500 Meter nördlich der ersten, auf der Nordseite des gleichen Felsens. Sie stellt eine Jagdszene dar. Rechts findet sich eine männliche Gestalt, die mit einem Löwen kämpft. Ebenso wie beim ersten Bild sind nur die Konturen in den Fels eingraviert. Der Mann ist mit einem langen Gewand mit Gürtel bekleidet und stößt seinen Speer in den Rachen des angreifenden Tieres. Vom Löwen sind die beiden Hinterpfoten und eine Vorderpfote zu erkennen, der Schwanz biegt sich im Bogen auf den Rücken. Der Mann ist 36 Zentimeter hoch und an der Hüfte 11 Zentimeter breit, der Löwe hat Maße von 33 Zentimetern in der Höhe und 24 Zentimeter in der Breite. Links der Szene sind weitere, sehr schlicht gezeichnete menschliche Gestalten und ein weiterer Löwe zu erkennen, die laut Özgüç Ritzungen von Schäfern oder Jägern darstellen und in keiner Verbindung zu der rechten Szene stehen. 
In der Umgebung haben Ozcan und Yiğit weitere Felsbearbeitungen entdeckt. Einige sind lediglich geometrische Figuren, eine ist der einfache Umriss einer 40 Zentimeter hohen und 12 Zentimeter breiten menschlichen Gestalt ohne erkennbare Gliedmaßen, vielleicht die eines Kindes. Eine andere zeigt einen männlichen Kopf von 12 × 13 Zentimetern. Nase, Ohren, Augen und Bart sind deutlich zu erkennen, diese Darstellung ist ohne Parallele in der bekannten hethitischen Felskunst. In einer Felsspalte ist schließlich auf einer grob geglätteten Fläche von 56 × 56 Zentimetern eine Gruppe von Hieroglyphen zu sehen. Die Lesung ergibt lediglich einen Namen (La)nanas, wobei das La-Zeichen später hinzugefügt zu sein scheint.
In der weiteren Umgebung wurde bei illegalen Ausgrabungen eine im Boden liegende, unvollendete Skulptur eines Löwen entdeckt. Sie misst an der Basis 1,35 Meter in der Länge, 0,86 Meter in der Höhe und ist 44 Zentimeter dick. Die Darstellung erinnert an Portallöwen wie beispielsweise in Arslantaş oder Sevdilli. Die Felsbearbeitungen und der unfertige Zustand sowie die Lage des Löwen lassen Ozcan und Yiğit vermuten, dass es sich bei der Gegend um einen Steinbruch und eine späthethitische Bildhauerwerkstatt handelt.
Aufgrund von Ähnlichkeiten mit beispielsweise der Stele von Erkilet, die nur wenig südlich gefunden wurde, werden die Felsbilder ins 8. Jahrhundert v. Chr. datiert.